# El Bosque, Chile
El Bosque este un oraș și comună din provincia Santiago, regiunea Metropolitană Santiago, Chile, cu o populație de 175.594 locuitori (2012) și o suprafață de 14,1 km2.